# Сигнификат
Сигнифика́т (от лат. significātum — значимое) — понятийное содержание имени или знака.
Сигнификат обычно противопоставляется денотату — собственно классу объектов внеязыковой действительности, относящихся к данному слову. Языковые единицы с одинаковым денотатом могут иметь разный сигнификат. Например, «картина» и «полотно» могут обозначать один реальный объект, но иметь различное смысловое содержание.
Денотат является неоднозначным термином, который может означать референт или экстенсионал.
В отличие от «денотата-референта» (нечто материальное), сигнификат является идеальным, психическим образованием, отражающим в человеческом сознании свойства «денотата-референта». Авторы художественных произведений часто пользуются различными знаками для указания на один и тот же референт, выделяя те или иные свойства последнего, позволяющие правильно идентифицировать денотат. Например, в повести А. С. Пушкина «Капитанская дочка» (глава II «Вожатый») один и тот же референт указан сигнификативно различными знаками: «вожатый», «что-то чёрное», «человек», «дорожный», «он», «мужик», «мужичок», «мой бродяга».
В другом значении (при противопоставлении с «денотатом-экстенсионалом») сигнификат в семантической структуре слова — номинат слова в системе языка (то, что может именоваться словом как единицей языка), обобщённое отображение класса объектов (понятие), и, аналогично, в семантической структуре предложения и других синтаксических единиц — обобщённое представление об определённом классе событий, о типах ситуации, роли её элементов и связи между ними. Сигнификативное значение синтаксической формы складывается из общего значения синтаксической конструкции и категориального значения входящих в неё слов. Для сравнения, денотативное значение конкретизирует, соотносит с ситуацией сигнификативное значение в речевом акте.